# Chris Slater
Chris Slater, född 14 januari 1984 i Lichfield, är en engelsk professionell fotbollsspelare (försvarare) som sedan 2020 spelar i Chasetown FC. Han spelade i samma klubb även åren 2005–2008 och 2008–2017, och har dessutom representerat Port Vale FC (2008) och Walsall Wood FC (2017–2020). Han har aldrig spelat på högre nivå än League One.